# Final del Campeonato Europeo de Baloncesto Femenino de 2017
La final del XXXVI Campeonato Europeo de Baloncesto Femenino enfrentó a la selección de España contra la selección de Francia; partiendo la primera como favorita por su  historial de las últimas temporadas: subcampeona olímpica en Río de Janeiro 2016, y bronce en el EuroBasket 2014. El partido se realizó el domingo 25 de julio de 2013 en el O2 Arena de Praga, con el pitido de inicio a las 20:30 a cargo de los árbitros Janusz Calik (Polonia), Michele Rossi (Italia) y Özlem Yalman  (Turquía).
El equipo español conquistó su tercer título europeo, tras el obtenido cuatro años atrás, en el Eurobasket 2013, al derrotar en la final a la selección anfitriona con un contundente marcador de 71-55.

## Sede
| Foto | Partido | Ciudad | Instalación | Capacidad |
| ---- | ------- | ------ | ----------- | --------- |
|      | Final   | Praga  | O2 Arena    | 17 500    |

## Equipos
Las doce jugadoras (más el seleccionador nacional) que conformaron cada uno de los dos equipos se encuentran ordenados a continuación de acuerdo al número de su camiseta:
| Dorsal | Nombre           | Posición      |
| ------ | ---------------- | ------------- |
| 4      | Laura Nicholls   | Pívot         |
| 6      | Silvia Domínguez | Base          |
| 7      | Alba Torrens     | Ala-pívot     |
| 9      | Laia Palau       | Base          |
| 10     | Marta Xargay     | Alero         |
| 11     | Leonor Rodríguez | Alero         |
| 14     | Sancho Lyttle    | Pívot         |
| 15     | Anna Cruz        | Alero         |
| 20     | Leticia Romero   | Base          |
| 22     | María Conde      | Alero         |
| 24     | Laura Gil        | Pívot         |
| 28     | Beatriz Sánchez  | Ala-pívot     |
| –      | Lucas Mondelo    | Seleccionador |

| Dorsal | Nombre               | Posición       |
| ------ | -------------------- | -------------- |
| 0      | Olivia Époupa        | Ala-pívot      |
| 5      | Endéné Miyem         | Pívot          |
| 8      | Héléna Ciak          | Pívot          |
| 9      | Céline Dumerc        | Base           |
| 10     | Sarah Michel         | Escolta        |
| 11     | Valeriane Ayayi      | Alero          |
| 12     | Gaëlle Skrela        | Escolta        |
| 16     | Hhadydia Minte       | Ala-pívot      |
| 17     | Marine Johannès      | Ala-pívot      |
| 18     | Alexia Chartereau    | Pívot          |
| 25     | Marielle Amant       | Pívot          |
| 93     | Diandra Tchatchouang | Alero          |
| –      | Valérie Garnier      | Seleccionadora |

## Participación
- Todos los partidos en la hora local de la República Checa (UTC+2).

### España
Primera fase (grupo A)
| Equipo          | J | G | P | PF  | PC  | DP  | PTS |
| --------------- | - | - | - | --- | --- | --- | --- |
| España          | 3 | 2 | 1 | 201 | 169 | +32 | 5   |
| Ucrania         | 3 | 2 | 1 | 197 | 195 | +2  | 5   |
| Hungría         | 3 | 1 | 2 | 194 | 216 | -22 | 4   |
| República Checa | 3 | 1 | 2 | 184 | 196 | -12 | 4   |

- Resultados

| Fecha | Hora  | Partido         | Partido | Partido | Resultado |
| ----- | ----- | --------------- | ------- | ------- | --------- |
| 16.06 | 20:30 | Hungría         | -       | España  | 48-62     |
| 17.06 | 15:00 | España          | -       | Ucrania | 76-54     |
| 19.06 | 18:00 | República Checa | -       | España  | 67-63     |

1. ↑  Partido jugado en el Arena de Hradec Králové, Hradec Králové.

Cuartos de final
| Fecha | Hora  | Partido | Partido | Partido | Resultado |
| ----- | ----- | ------- | ------- | ------- | --------- |
| 22.06 | 18:00 | España  | -       | Letonia | 67-47     |

Semifinales
| Fecha | Hora  | Partido | Partido | Partido | Resultado |
| ----- | ----- | ------- | ------- | ------- | --------- |
| 24.06 | 18:00 | España  | -       | Bélgica | 68-52     |

1. 1 2  Partido jugado en el O2 Arena, Praga.

### Francia
Primera fase (grupo C)
| Equipo    | J | G | P | PF  | PC  | DP  | PTS |
| --------- | - | - | - | --- | --- | --- | --- |
| Francia   | 3 | 3 | 0 | 213 | 188 | +25 | 6   |
| Serbia    | 3 | 1 | 2 | 205 | 211 | -6  | 4   |
| Grecia    | 3 | 1 | 2 | 188 | 189 | -1  | 4   |
| Eslovenia | 3 | 1 | 2 | 196 | 214 | -18 | 4   |

- Resultados

| Fecha | Hora  | Partido   | Partido | Partido | Resultado |
| ----- | ----- | --------- | ------- | ------- | --------- |
| 16.06 | 20:30 | Eslovenia | -       | Francia | 68-70     |
| 17.06 | 20:30 | Francia   | -       | Serbia  | 73-57     |
| 19.06 | 20:30 | Francia   | -       | Grecia  | 70-63     |

1. ↑  Partidos jugados en el Arena Královka, Praga.

Cuartos de final
| Fecha | Hora  | Partido | Partido | Partido    | Resultado |
| ----- | ----- | ------- | ------- | ---------- | --------- |
| 22.06 | 20:30 | Francia | -       | Eslovaquia | 67-40     |

Semifinales
| Fecha | Hora  | Partido | Partido | Partido | Resultado |
| ----- | ----- | ------- | ------- | ------- | --------- |
| 24.06 | 20:30 | Grecia  | -       | Francia | 55-77     |

1. 1 2  Partido jugado en el O2 Arena, Praga.

## Partido de la final
- Partido jugado en la hora local de la República Checa (UTC+2).

| Fecha | Hora  | Partido | Partido | Partido | Resultado | RdP                                                      |
| ----- | ----- | ------- | ------- | ------- | --------- | -------------------------------------------------------- |
| 30.06 | 20:00 | España  | -       | Francia | 70-69     | ver Archivado el 28 de junio de 2017 en Wayback Machine. |

1. ↑  Partido jugado en el O2 Arena, Praga.

## Estadísticas
España (fuente:  Archivado el 28 de junio de 2017 en Wayback Machine.)
|        |                  | Tiros | Tiros | Tiros | Tiros | Tiros | Rebotes | Rebotes | Rebotes |     |     |     |     |     |       |
| Dorsal | Nombre           | PTS   | TC    | T 2P  | T 3P  | TL    | OFE     | DEF     | TOT     | ASI | PER | REC | TAP | FAL | TJ    |
| ------ | ---------------- | ----- | ----- | ----- | ----- | ----- | ------- | ------- | ------- | --- | --- | --- | --- | --- | ----- |
| 4      | Laura Nicholls   | 5     | 2/4   | 2/4   | 0/0   | 1/2   | 2       | 5       | 7       | 1   | 2   | 0   | 3   | 5   | 25:25 |
| 6      | Silvia Domínguez | 4     | 2/4   | 2/4   | 0/0   | 0/0   | 0       | 1       | 1       | 2   | 2   | 0   | 0   | 4   | 14:39 |
| 7      | Alba Torrens     | 18    | 7/13  | 5/8   | 2/5   | 2/5   | 0       | 3       | 3       | 2   | 2   | 2   | 0   | 1   | 32:31 |
| 9      | Laia Palau       | 2     | 1/6   | 1/4   | 0/2   | 0/0   | 1       | 4       | 4       | 5   | 3   | 2   | 0   | 2   | 25:21 |
| 10     | Marta Xargay     | 8     | 3/8   | 3/4   | 0/4   | 2/2   | 0       | 1       | 1       | 2   | 0   | 1   | 0   | 2   | 22:51 |
| 11     | Leonor Rodríguez | 0     | 0/2   | 0/1   | 0/1   | 0/0   | 0       | 0       | 0       | 0   | 2   | 0   | 0   | 0   | 1:53  |
| 14     | Sancho Lyttle    | 19    | 8/10  | 8/10  | 0/0   | 3/4   | 2       | 6       | 8       | 2   | 3   | 4   | 1   | 1   | 34:46 |
| 15     | Anna Cruz        | 12    | 5/9   | 3/6   | 2/3   | 0/0   | 2       | 1       | 3       | 5   | 1   | 1   | 0   | 1   | 22:58 |
| 20     | Leticia Romero   | 0     | 0/0   | 0/0   | 0/0   | 0/0   | 0       | 0       | 0       | 0   | 0   | 0   | 0   | 0   | 1:30  |
| 22     | María Conde      | 0     | 0/1   | 0/1   | 0/0   | 0/0   | 0       | 0       | 0       | 0   | 0   | 0   | 0   | 0   | 1:16  |
| 24     | Laura Gil        | 3     | 0/1   | 0/1   | 0/0   | 3/4   | 1       | 3       | 4       | 1   | 0   | 0   | 0   | 0   | 14:54 |
| 28     | Beatriz Sánchez  | 0     | 0/0   | 0/0   | 0/0   | 0/0   | 1       | 1       | 2       | 0   | 0   | 0   | 0   | 0   | 1:53  |
|        | TOTAL            | 71    | 28/58 | 24/43 | 4/15  | 11/17 | 13      | 27      | 40      | 19  | 16  | 10  | 4   | 16  | –     |

 Francia (fuente:  Archivado el 28 de junio de 2017 en Wayback Machine.)
|        |                      | Tiros | Tiros | Tiros | Tiros | Tiros | Rebotes | Rebotes | Rebotes |     |     |     |     |     |       |
| Dorsal | Nombre               | PTS   | TC    | T 2P  | T 3P  | TL    | OFE     | DEF     | TOT     | ASI | PER | REC | TAP | FAL | TJ    |
| ------ | -------------------- | ----- | ----- | ----- | ----- | ----- | ------- | ------- | ------- | --- | --- | --- | --- | --- | ----- |
| 0      | Olivia Époupa        | 5     | 2/3   | 2/3   | 0/0   | 1/1   | 0       | 4       | 4       | 2   | 3   | 1   | 0   | 0   | 15:25 |
| 5      | Endéné Miyem         | 8     | 4/10  | 4/8   | 0/2   | 0/0   | 1       | 2       | 3       | 1   | 2   | 3   | 1   | 2   | 31:10 |
| 8      | Héléna Ciak          | 4     | 2/4   | 2/4   | 0/0   | 0/0   | 0       | 2       | 2       | 1   | 1   | 4   | 0   | 4   | 20:03 |
| 9      | Céline Dumerc        | 15    | 6/11  | 5/8   | 1/3   | 2/3   | 0       | 1       | 1       | 2   | 2   | 2   | 0   | 2   | 24:34 |
| 10     | Sarah Michel         | 2     | 1/3   | 1/3   | 0/0   | 0/0   | 0       | 2       | 2       | 0   | 1   | 0   | 0   | 1   | 10:00 |
| 11     | Valeriane Ayayi      | 0     | 0/1   | 0/0   | 0/1   | 0/0   | 0       | 0       | 0       | 1   | 0   | 0   | 0   | 0   | 7:10  |
| 12     | Gaëlle Skrela        | 0     | 0/1   | 0/1   | 0/0   | 0/0   | 1       | 0       | 1       | 1   | 0   | 0   | 0   | 2   | 15:22 |
| 16     | Hhadydia Minte       | 0     | 0/1   | 0/1   | 0/0   | 0/0   | 0       | 1       | 1       | 1   | 1   | 0   | 0   | 1   | 5:31  |
| 17     | Marine Johannès      | 6     | 2/8   | 1/4   | 1/4   | 1/2   | 0       | 1       | 1       | 2   | 1   | 0   | 1   | 2   | 16:28 |
| 18     | Alexia Chartereau    | 3     | 1/1   | 0/0   | 1/1   | 0/0   | 0       | 0       | 0       | 0   | 0   | 0   | 0   | 2   | 9:04  |
| 25     | Marielle Amant       | 2     | 1/5   | 1/5   | 0/0   | 0/0   | 1       | 3       | 4       | 1   | 1   | 1   | 0   | 2   | 14:45 |
| 93     | Diandra Tchatchouang | 10    | 4/10  | 4/10  | 0/0   | 2/2   | 2       | 1       | 3       | 2   | 3   | 2   | 0   | 0   | 30:22 |
|        | TOTAL                | 55    | 23/58 | 20/47 | 3/11  | 6/8   | 7       | 20      | 27      | 14  | 15  | 13  | 2   | 18  | –     |

| PTS – Puntos             | TC – Tiros de campo (anotados/lanzados) | T 2P – Tiros de 2 m     |
| T 3P – Tiros de 3 m      | TL – Tiros libres                       | OFE – Rebotes ofensivos |
| DEF – Rebotes defensivos | TOT – Rebotes totales                   | ASI – Asistencias       |
| PER – Pérdidas           | REC – Recuperaciones                    | TAP – Tapones           |
| FAL – Faltas cometidas   | TJ – Tiempo jugado (en min)             |                         |
| 1.                       |                                         |                         |

## Reacción mediática
Prensa nacional
- España
  - «La Selección conquista su 3º oro en el Eurobasket femenino» – As
  - «España, un ciclón hacia su tercer Eurobasket» – El Mundo
  - «España conquista el oro del Eurobasket femenino» – El País
  - «España redondea un lustro prodigioso» – La Vanguardia
  - «Las mejores de Europa sin discusión» – La Voz de Galicia
  - «Las Reinas de Europa» – Marca
  - «71-55: España, campeona de Europa de la forma más brillante» – Mundo Deportivo
  - «La selección española de basket arrasa a Francia y es campeona de Europa por tercera vez» – 20 minutos
  - «España fulmina a Francia y reconquista Europa» – Europa Press[n 1]
  - «¡Campeonas de Europa por tercera vez!» – FEB[n 2]
  - «España agranda su leyenda con su tercer oro europeo» – TVE[n 3]

Presa internacional
- Bélgica
  - «Spanje is Europees kampioen basketbal, Belgian Cats glunderen op podium» (España es campeona de Europa de baloncesto, las Cats belgas radiantes en el escenario) – Het Nieuwsblad
- Eslovaquia
  - «Španielky zdolali Francúzky a stali sa majsterkami Európy» (España venció a Francia y se convirtió en campeona de Europa) – SME
- Francia
  - «Sans solution, les Bleues s'inclinent en finale pour la der de Dumerc» (Sin solución, las Bleues se inclinan en la final por la despedida de Dumerc) – Le Figaro
  - «Finale de l’Euro de basket féminin : la France s’incline face à l’Espagne (55-71)» (Final del Eurobasket femenino: Francia se inclina ante España (55-71)) – Le Monde
  - «Les Bleues chutent en finale de l'Euro face à l'Espagne» (Las Bleues caen en la final del Euro contra España) – L'Équipe
- Italia
  - «Eurobasket donne, la Spagna trionfa in finale contro la Francia» (Eurobasket femenino, la España triunfa en la final contra Francia) – Sky Italia[n 3]
- Letonia
  - «Spānija arī ar trešo reizi finālā uzveic Franciju, triumfējot Eiropas čempionātā» (España derrota por tercera vez en la final a Francia, para el triunfo en el Campeonato de Europa) – sportacentrs.com[n 2]
- República Checa
  - «Španělky slaví třetí kontinentální titul, ve finále nedaly šanci Francii» (Las españolas celebran el tercer título continental, en la final no le dio oportunidad a Francia) – Česká televize[n 3]
- Rusia
  - «Испанские баскетболистки выиграли ЧЕ в Чехии, россиянки снова без медалей» (Las jugadoras de baloncesto españolas han ganado el Campeonato de Europa en la República Checa, las rusas de nuevo sin medalla) – RIA Novosti[n 1]
- Serbia
  - «ŠAMPIONKE Košarkašice Španije nasledile Srbiju na evropskom tronu» (Campeonas, las jugadoras de España relevan a Serbia en el trono europeo) – sport.blic.rs[n 2]
- Turquía
  - «İspanya Avrupa Şampiyonu oldu!» (¡España es campeona de Europa!) – Milliyet

Notas
1. 1 2  Agencia de noticias.
2. 1 2 3  Página web.
3. 1 2 3  Cadena de televisión.